# Paracomitas undosa
Paracomitas undosa is een slakkensoort uit de familie van de Pseudomelatomidae. De wetenschappelijke naam van de soort is voor het eerst geldig gepubliceerd in 1913 door Schepman.